# Kőzet

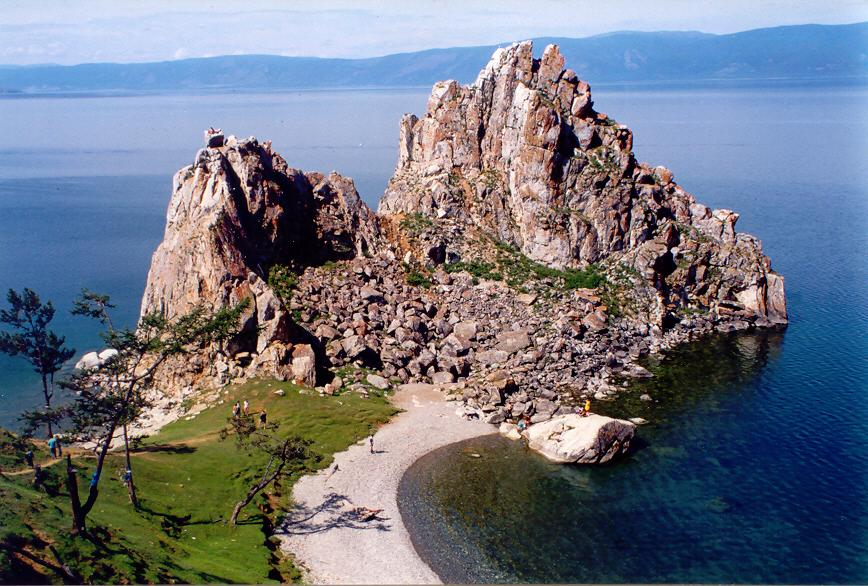
Burhán-szikla vagy más néven Samanka-szikla a Bajkál-tónál az Olhon szigeten

A kőzetek a bolygók szilárd anyagának kémiailag heterogén, többfelé megtalálható, nagy kiterjedésű ásványtömegei, vagy jellemző összetételű ásványtársulásai. Ezek mindig meghatározott természeti folyamatban, egységesen képződnek. Az ásványokon kívül gyakran nem ásványos (amorf) anyagokat is tartalmaznak; ezek mennyisége egyes (főleg vulkáni) kőzetekben a kőzet tömegének akár 90%-ánál is több lehet.
A kőzetekkel a kőzettan tudománya foglalkozik. Ennek két fő ága:
- a leíró kőzettan (petrográfia) és
- a genetikai kőzettan (petrológia);

amelyek tudományos neveiket a petrosz (= kő), graphosz (= írás), logosz (= ige, értelem, gondolat, törvény) görög szavak összetételéből kapták.

## Leíró rendszerezése
Alapvetően vagy monomineralikus vagy polimineralikus kőzetekről beszélünk, attól függően, hogy döntő többségében egyféle vagy többféle ásvány alkotja a kőzetet. Az elsőre a mészkő vagy a diatómaföld lehet példa, a másodikra mindenféle vulkánit.
A kőzetek leggyakoribb három fő tulajdonsága:
- ásványos összetétel
- kémiai összetétel
- kőzetszövet (szerkezet)

alapján jellemezzük.
Amikor a kőzeteket makroszkóposan (szabad szemmel, illetve nagyító lencsével) vizsgáljuk, leírásuknál az alábbi szempontokra kell kitérni:
- szín;
- a törési felület jellege;
- fajlagos tömeg;
- szövet;
- a kőzetalkotó elegyrészek (ásványok, szemcsék, kőzetdarabok, ősmaradványok) részletes jellemzése:
  - méretük,
  - alakjuk,
  - mennyiségük,
  - térbeli eloszlásuk, rendezettségük;
- a pórusok, repedések
  - jellege,
  - gyakorisága,
  - elrendeződése,
  - kitöltése;
- a mállásra, átalakulásra utaló jegyek;
- az esetleges egyéb jellegzetességek (zárványok, üregek stb.).

A kőzetek szabatos leírásához többnyire mikroszkópos vizsgálatra is szükség van: a többnyire szilikátos összetételű kőzetalkotó ásványokat vékonycsiszolatból, polarizációs mikroszkóp alatt, a fémek érceit felületi csiszolatból, ércmikroszkóp alatt vizsgálják meg.
Alapvetően fontos, hogy a kőzetek terepi (helyszíni) leírása közben rögzítsük az egyes, szabad szemmel megkülönböztethető kőzettestek térbeli viszonyait, rétegzettségét, tagoló felületeit és kapcsolataik egyéb, felismerhető ismérveit is.
A kőzetek leírásának Magyarországon is alkalmazható szabványa az MSZ EN 12407:2000 előírás; ennek magyar fordítása 2007-ig még nem készült el.

## Genetikai típusai
Képződésük módja szerint:
- A magmatikus differenciáció alapján: magmás kőzetek légnemű és szilárd alkotórészekből álló, többkomponensű, többnyire szilikátos olvadékok kikristályosodásával alakulnak ki. Az olvadékban a gázok és gőzök oldatban tartják a szilárdakat, ezért lehűlés során kristályos szerkezetű lesz. A kristályosodás mélysége szerint megkülönböztetjük a
  - mélységi magmás kőzeteket és a
  - kiömlési magmás kőzeteket.

- Diagenezis szerint: üledékes kőzetek felszíni (másodlagos) folyamatok, azaz a felszíni vagy felszínközeli kőzetek:
  - lepusztulása,
  - mállása,
  - a mállástermékek szállítása és lerakódása

eredményeként létrejött laza üledékekből képződnek azok kőzetté válásával.
- Metamorfizáció szerint: a metamorf kőzetek: nagy hőmérsékleten és/vagy nyomáson korábbi kőzetek szilárd fázisú átkristályosodással jönnek létre. Az eredeti kőzet jellege szerint megkülönböztetünk orto- (azaz magmás kőzetből képződött) és para- (azaz üledékes kőzetből képződött) metamorfitokat.

Ennek megfelelően a Föld felszínének nagyobbik részét laza üledékek vagy üledékes kőzetek borítják, lefelé haladva viszont a laza üledékek aránya gyorsan, az üledékes kőzeteké lassabban csökken, a metamorf kőzeteké pedig fokozatosan nő. Mintegy 15 km mélyen már gyakorlatilag csak metamorf kőzeteket találunk.
Magyarország felszínének:
- 97,3%-án üledékes kőzeteket vagy laza üledékeket,
- 2,3%-án magmás kőzeteket és
- 0,4%-án metamorf kőzeteket

találunk.